# Daniel Cruger
Daniel Cruger (* 22. Dezember 1780 in Sunbury, Pennsylvania; † 12. Juli 1843 in Wheeling, Virginia) war ein US-amerikanischer Jurist und Politiker. Zwischen 1817 und 1819 vertrat er den Bundesstaat New York im US-Repräsentantenhaus.

## Werdegang
Daniel Cruger wurde während des Amerikanischen Unabhängigkeitskrieges im Northumberland County geboren. Er besuchte öffentliche Schulen. Danach machte er eine Lehre zum Drucker. Cruger gab den Owego Democrat in Owego (New York) heraus. Er studierte Jura. 1805 erhielt er seine Zulassung als Anwalt und begann dann in Bath (New York) zu praktizieren. Während des Britisch-Amerikanischen Krieges diente er als Major. Zwischen 1814 und 1816 und noch einmal 1826 saß er in der New York State Assembly. Während dieser Zeit hielt er 1816 den Posten des Speakers inne.
Als Gegner einer zu starken Zentralregierung schloss er sich in jener Zeit der von Thomas Jefferson gegründeten Demokratisch-Republikanischen Partei an. Bei den Kongresswahlen des Jahres 1816 für den 15. Kongress wurde er im 20. Wahlbezirk von New York in das US-Repräsentantenhaus in Washington, D.C. gewählt, wo er am 4. März 1817 die Nachfolge von Daniel Avery und Oliver C. Comstock antrat. Er schied nach dem 3. März 1819 aus dem Kongress aus.
Zwischen 1815 und 1818 war er Bezirksstaatsanwalt des Seventh District of New York und zwischen 1818 und 1821 im Steuben County. Danach ging er wieder seine Tätigkeit als Rechtsanwalt nach. Cruger zog nach Wheeling im heutigen West Virginia, wo er am 12. Juli 1843 verstarb. Er wurde dann auf dem Stone Church Cemetery beigesetzt.